# Palazzo del Municipio (Alessandria)
Il Palazzo del Municipio di Alessandria si trova in piazza della Libertà 1.
Noto come Palazzo Rosso, dal colore della facciata, venne costruito a partire dalla seconda metà XVIII secolo. È dotato di un particolare orologio a tre quadranti. Da notare sulla sommità il galletto sottratto dagli alessandrini ai casalesi nel 1225

## Storia
Nel 1772 cominciano i lavori di costruzione del palazzo su disegno dell'architetto Giuseppe Caselli. Agli inizi dell'Ottocento i lavori furono sospesi, ripresi nel 1825 e condotti a termine nel 1830 dall'architetto Leopoldo Valizzone.
L'edificio che appare visibile oggi è frutto di un notevole intervento di ricostruzione apportato nel periodo post bellico, quando i bombardamenti del 1944 avevano danneggiato in modo vistoso la struttura. Tra il 2019 e il 2020 il palazzo è stato interessato da un restauro volto al recupero del tetto e delle facciate esterna e interna, gravemente deteriorati dal tempo.

### Teatro municipale

Interno del teatro nell'anno 1942

All'interno del palazzo esisteva il teatro municipale. Subì alcune modifiche nel biennio 1853-1854. Nel maggio del 1896 il M°Antonino Palminteri dirige al Municipale di Alessandria l'opera: L'amico Fritz di Pietro Mascagni il successo delle rappresentazioni fu così strepitoso che la stampa così si espresse: "L'amico Fritz ha ottenuto un meritato successo, [...] L'esito felice principalmente dovuto al bravo maestro concertatore e direttore sig. Palminteri che sa trarre dalla sua disciplinata orchestra i migliori effetti e dirige con passione e squisito sentimento d'arte". Nell'aprile del 1901 il M° Antonino Palminteri torna al Municipale per dirigere Don Pasquale di Gaetano Donizetti, con un ottimo successo di esecuzione.
Il teatro fu distrutto nel 1944 a causa di un bombardamento alleato. Durante gli anni '50 si pianificò la ristrutturazione dell'ala del palazzo distrutta ma senza ricostruire il teatro.

## Descrizione

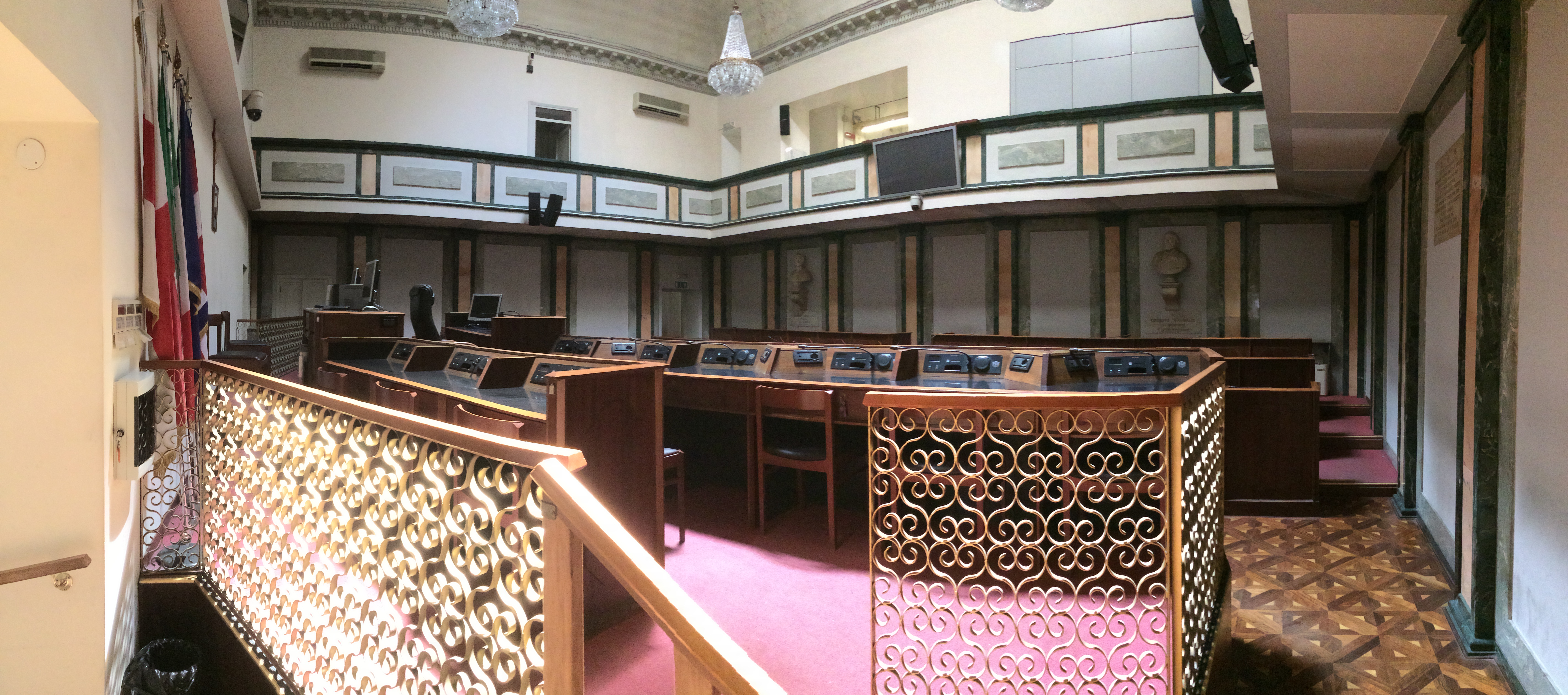
Scorcio della Sala Consiliare

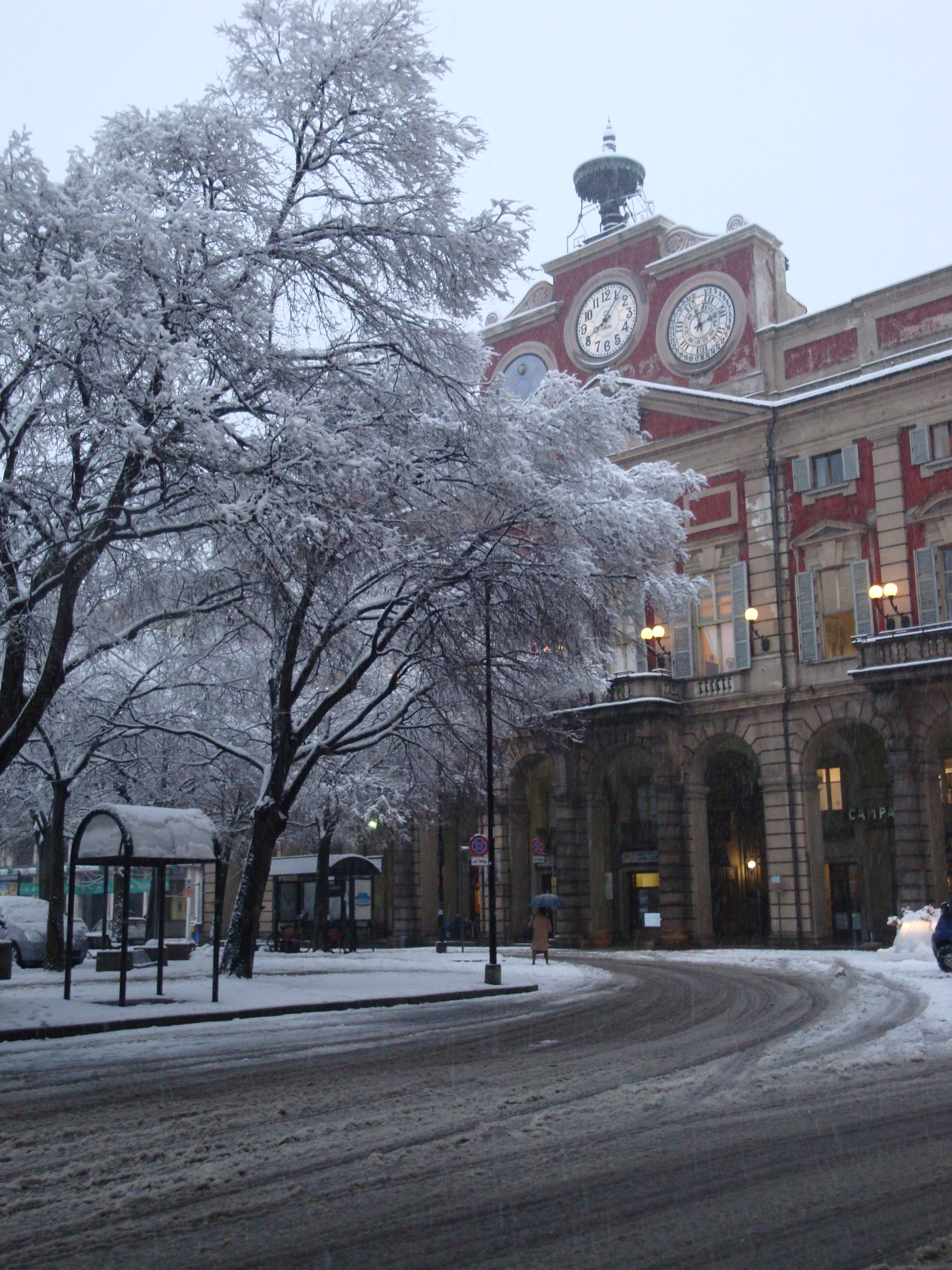
Veduta invernale del palazzo